# Teatro Nazionale di Brno

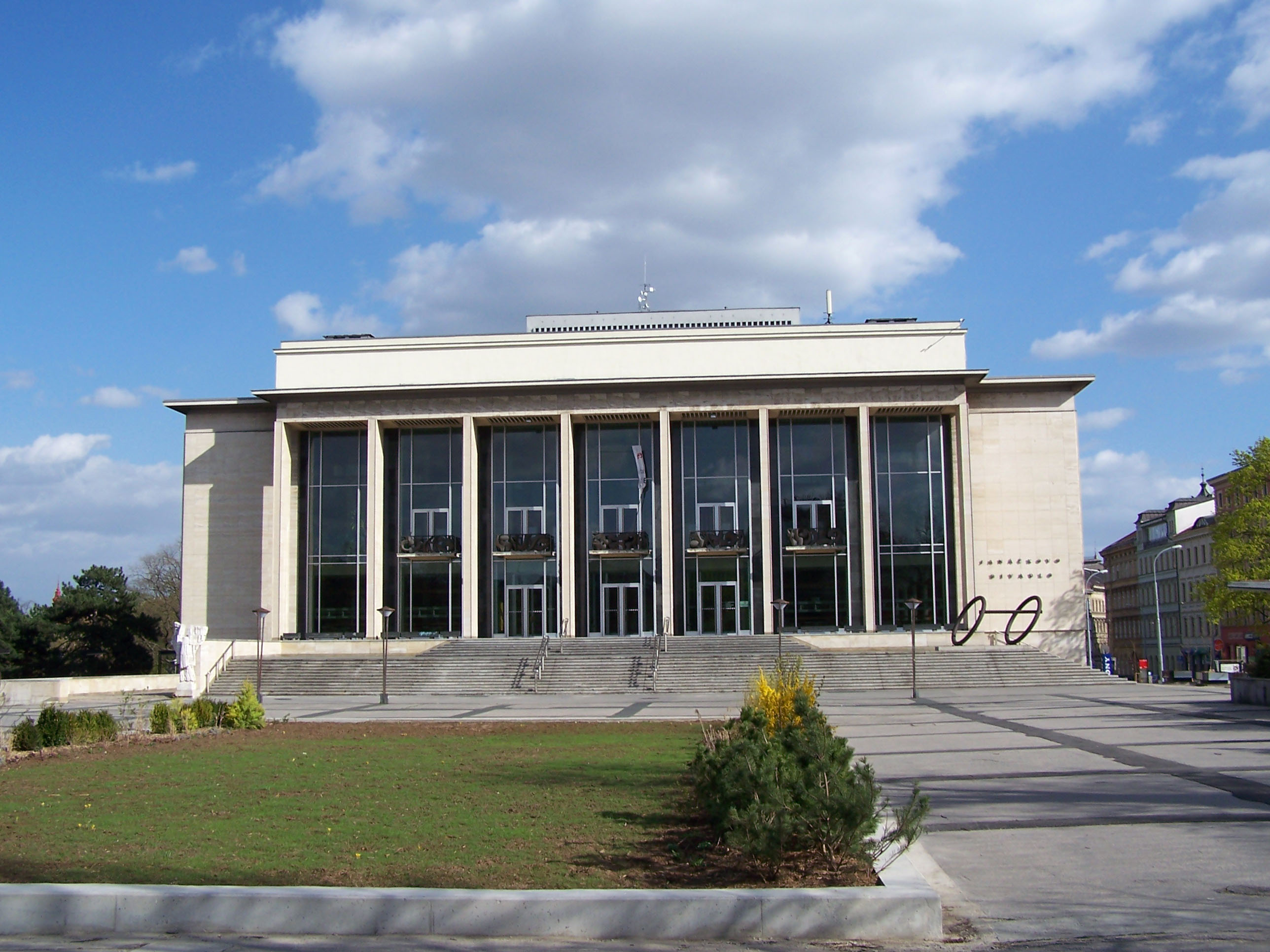
Teatro Janáček

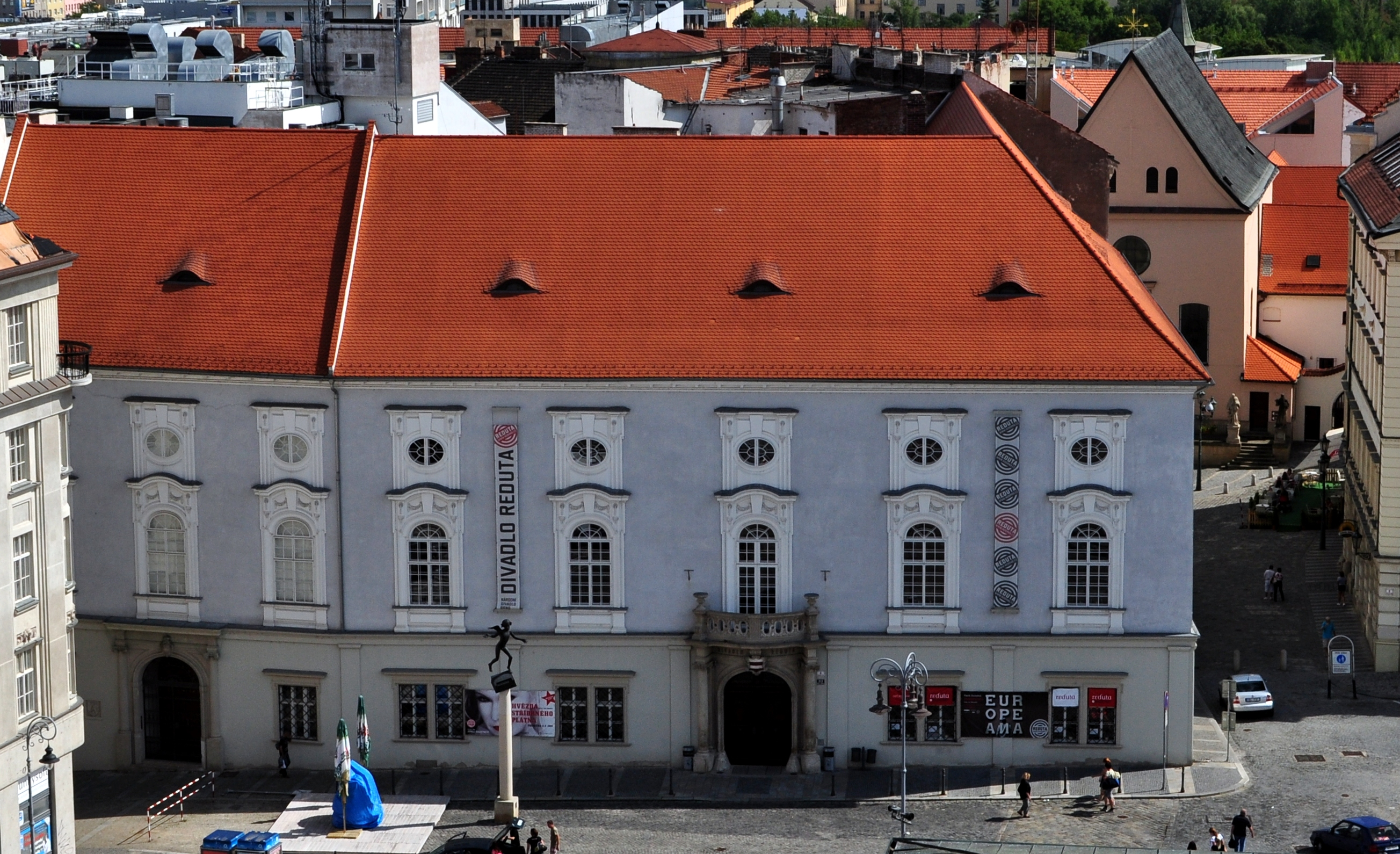
Teatro Reduta

Il Teatro Nazionale di Brno (Ceco: Národní divadlo Brno) è la principale struttura teatrale di Brno. Fu fondato nel 1884 e modellato sul Teatro Nazionale di Praga.

## Descrizione
Oggi si compone di tre palcoscenici:
- Teatro Mahen (dramma), originariamente il Teatro sulle Mura in lingua tedesca (costruzione terminata nel 1882), il primo edificio teatrale del continente con illuminazione elettrica, progettata dallo stesso Thomas Alva Edison.
- Teatro Janáček (opera, balletto), un edificio moderno costruito dal 1961 al 1965. Zdenĕk Neverla è stato nominato direttore generale del Teatro dell'Opera Janáček nel 1990.[1]
- Teatro Reduta, il più antico teatro dell'Europa centrale, recentemente ricostruito. Nel dicembre 1767 vi tenne un concerto il dodicenne Wolfgang Amadeus Mozart.